# Non-profit
Non-profit of not for profit, letterlijk vertaald zonder winst of niet voor winst, betekent in bredere zin werken met een niet-commercieel, maatschappelijk doel. Het begrip wordt in Nederland veelal gebruikt in samenhang met een organisatie, de non-profitorganisatie; deze heeft niet als doel winst te maken en onderscheidt zich daarmee van een onderneming. Zonder winstoogmerk betekent niet dat geen geld kan worden gevraagd voor producten of diensten of geen winst mag worden gemaakt. Non-profit onderscheidt zich in dat geval doordat de winst wordt geherinvesteerd in de non-profitorganisatie.
Een onderneming in België en Nederland is per definitie gericht op het maken van winst en besteding daarvan aan eigenaren, aandeelhouders en bedrijfsmatige doelen. In andere landen  kent men ook het bedrijf zonder winstoogmerk, bijvoorbeeld in Amerika de nonprofit corporation. In België en Nederland is er alleen de stichting of vereniging zonder winstoogmerk, in andere landen bestaat ook de stichting met winstoogmerk, bijvoorbeeld in Duitsland de Stiftung & Co KG. Ook bestaat wereldwijd de zogenaamde coöperatie, een mengvorm van bedrijf en vereniging. Elk land heeft eigen regels rond non-profit organisaties die kunnen verschillen van de Belgische of Nederlandse.

## Doel en positie in de maatschappij
Onder non-profitorganisaties verstaat men veelal private organisaties. Overheden werken ook zonder winstoogmerk en voor het algemeen belang, maar men noemt ze niet non-profit organisatie. In Nederland wordt het begrip gebruikt bij de maatschappelijke indeling van organisaties naar financieel oogmerk: men kent de overheid, het bedrijfsleven en de non-profitsector. Men spreekt ook wel van het maatschappelijk middenveld om de rol aan te duiden die particuliere organisaties zonder winstoogmerk vervullen in de samenleving.
Reikwijdte en doelen van non-profitorganisaties zijn divers en lopen sterk uiteen. Het kan gaan om een dorpsmuziekvereniging of internationale stichting die oceanen schoonmaakt. Het kan gaan om doeleinden van algemeen maatschappelijk nut, zoals kunst, educatie, politiek, wetenschappelijk onderzoek of ontwikkelingssamenwerking of om het gezamenlijk opvangen van risico's door middel van een verzekering. Het kan ook gaan om particuliere aangelegenheden als onderhoud van familie-landgoederen of behoud van een bijzondere boeken- of schilderijencollectie. Ook kan het gaan om belangenbehartiging voor een groep of beroep als consumenten, radio-amateurs of verwarmingsinstallateurs. Vaak gaat het om organiseren van activiteiten voor leden, zoals thuiszorg, sportclub, gezelligheidsvereniging of om het onderling geven van immateriële steun, zoals zelfhulpgroepen of een hospice. Ook zijn er ziekenhuizen zonder winstoogmerk, bioscopen, woningbouwers, musea en kringloopwinkels.
Het is niet ongebruikelijk dat grote bedrijven of hun eigenaren een non-profit organisatie opzetten, deels ook om belasting te besparen. Bekende voorbeelden daarvan zijn de Philips Sport Vereniging PSV, de Ford Foundation, de Nobelprijs en de Bill & Melinda Gates Foundation.
Het managen van een non-profit organisatie vereist andere kennis vaardigheden dan leiding binnen een bedrijf, er bestaan bijzondere opleidingen.

## Inkomsten en winst
Hoewel non-profitorganisaties geen winstoogmerk hebben, kunnen en mogen ze wel winst maken. Ze hebben in het algemeen inkomsten nodig voor hun activiteiten. Deze zijn vaak afkomstig uit belangeloze giften, contributies van leden, betalingen voor abonnementen, of subsidies van overheden of charitatieve fondsen. Er kunnen echter ook middelen binnenkomen als vergoeding voor concrete activiteiten, diensten of producten. Deze kunnen alleen voor leden zijn, maar ook aan voor derden, die dan ‘klanten’ kunnen worden genoemd, net als bij een bedrijf. De bijdragen daarvoor kunnen ongeveer gelijk zijn aan de gemaakte kosten, maar ook hoger. Een eventueel batig saldo komt ten goede aan de door de organisatie in haar statuten en reglementen vastgelegde doelstellingen of kan als algemene reserve worden bewaard voor tegenvallende resultaten in latere jaren. Een overschot op een overheidssubsidie – waarbij gemaakte kosten achteraf lager bleken te zijn dan de toegekende subsidie – moet vaak worden terugbetaald.
Wat tegen vergoeding kan worden aangeboden kan zeer uiteenlopen: van ansichtkaarten, postzegels en andere kleinigheden tot aandelen in forse projecten.
Als een organisatie subsidie krijgt van de overheid, wordt ze veelal ook door de overheid op kwaliteit gecontroleerd. Als de organisatie niet aan de kwaliteitseisen van de overheid voldoet, kan de subsidie stopgezet worden.

## Pro bono, pro Deo
Er zijn professionele adviesbureaus die ervoor kiezen voor bepaalde (groepen) personen tegen een symbolische bijdrage te werken, ze werken pro bono (voor het goede) of pro Deo (voor God). Dit wordt in bepaalde beroepsgroepen als beroepseer gezien, bijvoorbeeld de advocatuur. Naast de normale betalende klanten werd voor een klein deel zonder vergoeding gewerkt. Een dergelijk bureau kan ook georganiseerd zijn als organisatie zonder winstoogmerk of als sociale onderneming, bekend is de zogenaamde sociale advocatuur.

## Rechtsvorm van non-profitorganisaties
Het verschilt sterk per land welke rechtsvormen er zijn voor organisaties zonder winstoogmerk. Een belangrijk onderscheid is die tussen de organisaties met en zonder leden. De leden kunnen belanghebbenden zijn bij de activiteiten van de vereniging (zoals bij sportclubs en belangengroepen). Anderzijds kunnen ze lid zijn omdat ze graag het ideële doel van de vereniging steunen.
In Nederland en België zijn er:
- De vereniging, die leden heeft. Deze benoemen het bestuur, dat aan hen verantwoording moet afleggen. In België is er de officiële aanduiding vereniging zonder winstoogmerk, afgekort vzw.
- De stichting, die geen leden heeft, met als gevolg dat bestuur het hoogste orgaan is. Dit kan in principe autonoom het gestelde doel nastreven, afgezien van de eventuele verantwoording aan subsidiegevers of de overheid.

Verder zijn er in beide landen ook informele verenigingen zonder winstoogmerk. Deze hebben beperkte of geen rechtspersoonlijkheid.

## Not-only-for-profit, not-for-profit
De Engelstalige term ‘not-for-profit’ (‘niet voor winst’) wordt ook wel gebruikt voor non-profit (‘geen winst’). Sommige rechtssystemen in Engelstalige landen maken onderscheid tussen beide termen.
Wanneer winst wel een doel is en de organisatie heeft een ideëel doel, zoals bij een ‘sociale onderneming', wordt de organisatievorm wel ‘not-only-for-profit’ genoemd, afgekort tot ‘nofp’.